# Parigi a tutti i costi
Parigi a tutti i costi (Paris à tout prix) è un film del 2013 diretto da Reem Kherici.
La regista, nonché co-sceneggiatrice e protagonista, interpreta una ragazza franco-marocchina, ma in realtà è francese di origini italo-tunisine.

## Trama
Originaria del Marocco, Maya, è una giovane stilista della maison d'alta moda francese Ritz. Vive a Parigi da più di vent'anni e si è perfettamente integrata. Dopo una serata in discoteca, Maya viene fermata per un normale controllo della patente per strada. La polizia scopre che il permesso di soggiorno della ragazza risulta essere scaduto ormai da più di un anno.
Viene quindi automaticamente espulsa il giorno dopo dalla Francia in meno di ventiquattr'ore ritrovandosi catapultata nel suo paese d'origine a Marrakech. Al ritorno in Marocco, Maya, ritrova suo malgrado la sua famiglia che la rimprovera di non aver ricevuto più notizie da lei, da anni.
Abituata a Parigi, vive con difficoltà il suo ritorno in Marocco. Tuttavia, malgrado le difficoltà, l'incontro con le sue origini le farà riscoprire l'amore per la sua famiglia.
Maya tenta in molti modi di ottenere l'agognato visto per la Francia, che le viene però negato in quanto espulsa. Non si perde d'animo, lavora all'abito da presentare alla sfilata, aiutata dalla nonna e dalla cognata.
L'amico del fratello si fa in quattro per poterla far tornare in Francia ma poi sarà la somiglianza con la cognata a suggerire l'espediente più furbo.
Maya, che ha riscoperto, apprezzato e assimilato la cultura del suo Marocco, ottiene così l'agognata promozione e, più tardi, condividerà con la sua amica più cara le bellezze del suo paese, nel quale ha finalmente trovato anche l'amore.

## Produzione

### Cast
Il film presenta pressoché tutta la compagnia della cosiddetta La Bande à Fifi, un gruppo comico capitanato da Philippe Lacheau (Fifi), che in seguito ha girato insieme altre commedie di successo come Babysitting (2014).

## Distribuzione
Il film è stato distribuito al cinema in sola lingua francese in Francia e Belgio il 17 luglio 2013, edito da Mandarin Cinema. Una versione in DVD è disponibile dal 20 novembre 2013.